# Martín Lema
Martín Alejandro Lema Perretta (Montevideo, 6 de septiembre de 1982) es un político y abogado uruguayo, perteneciente al Partido Nacional. 
Durante el 2015 al 2021 se desempeñó como Representante de Uruguay, ejerciendo la presidencia de la Cámara de Representantes desde 2020 a 2021. También ocupó el cargo de Ministro de Desarrollo Social entre mayo de 2021 y marzo de 2024.

## Biografía
Nació en el barrio Jacinto Vera, como hijo de una maestra y el dueño de una empresa de catering. Cuando tenía un año su familia se mudó a Malvín. Cursó sus estudios primarios y secundarios en la Escuela y Liceo Elbio Fernández. En 2002 ingresó a la Facultad de Derecho de la Universidad de la República. Mientras realizaba sus estudios terciarios militó en la Corriente Gremial Universitaria.

## Ámbito político
Comenzó su carrera política en 2006 militando con el expresidente de la República, Luis Lacalle Pou. Dos años más tarde y acompañados por otros jóvenes, fundaron la lista 404 de Montevideo, el 11 de septiembre de 2008.
Entre 2010 y 2015 se desempeñó como asesor de Luis Alberto Lacalle. En las elecciones generales de 2014 resultó electo Representante Nacional por Montevideo para la XLVIII Legislatura, asumiendo efectivamente su banca en febrero de 2015. Durante el quinquenio, se enfocó en temas vinculados a la salud y las políticas sociales dentro y fuera del Parlamento. Integró la Comisión de Salud y Asistencia Social de la Cámara de Representantes, para la cual fue designado presidente durante el segundo período de la legislatura (2017). En el mismo año, incentivó la instalación del primer IMAE cardiológico en el norte del país.
Impulsó en 2017 la creación de la Comisión investigadora “Gestión de ASSE desde el año 2008 y la denominada estafa al FONASA (Fondo Nacional de Salud)”, cuyo trabajo determinó finalmente la remoción de la cúpula directiva de la Administración de los Servicios de Salud del Estado por parte del entonces presidente Tabaré Vázquez, el 14 de febrero de 2018.
En las elecciones generales de 2019 resultó reelecto Representante Nacional y asume nuevamente su banca el 15 de febrero de 2020. Ese día, fue designado a ocupar la Presidencia de la Cámara de Representantes para el Primer Período (2020) de la XLIX Legislatura. Días antes de finalizar su mandato anunció que en el año de gestión se habían ahorrado 4,2 millones de dólares, los cuales fueron destinados a Rentas Generales.
El 1 de mayo de 2021, el presidente Luis Lacalle Pou anunció por redes sociales que Lema sería designado Ministro de Desarrollo Social, sucediendo a Pablo Bartol. El 3 de mayo asumió la titularidad de la cartera, siendo acompañado por la ex-intendenta de Florida Andrea Brugman en el cargo de subsecretaria.En marzo de 2024 presentó su renuncia al Ministerio para dedicarse a la campaña electoral de las elecciones de 2024, en las que resultó electo como senador.
El 20 de diciembre de 2024, la Convención departamental de Montevideo del Partido Nacional confirmó a Lema como el candidato nacionalista a la intendencia de Montevideo dentro del lema Coalición Republicana para las elecciones departamentales de 2025. El 4 de febrero el Partido Independiente se sumó a su candidatura. Lema resultó el candidato de la Coalición Republicana más votado, pero el candidato frenteamplista Mario Bergara resultó electo como intendente. El 19 de agosto de 2025, se informó que Lema iniciaría un nuevo espacio político distinto al sector Aire Fresco.

## Vida personal
Se casó en 2016 con María Florencia Castaingdebat Ramírez, en una ceremonia presidida por el cardenal Daniel Sturla. Tienen tres hijos: Martín, María Jesús e Ignacio Lema.
Su suegro es el exintendente de Flores Armando Castaingdebat. Este se desempeñó como subsecretario del MIDES desde marzo de 2020; en mayo de 2021, cuando Lema es nombrado ministro, su suegro debió renunciar, para darle cumplimiento al Código de Ética de la Función Pública.